# أليكس بيني
أليكس بيني (16 فبراير 1997 في المملكة المتحدة - ) (بالإنجليزية: Alex Penny)‏ هو لاعب كرة قدم بريطاني في مركز الدفاع. لعب مع نادي بيتربورو يونايتد وHinckley A.F.C. ‏ ونونيتون بورو ‏ ونادي ستوربريدج وBedworth United F.C. ‏.

## وصلات خارجية
- أليكس بيني على موقع قاعدة بيانات كرة القدم.إي يو (الإنجليزية)
- أليكس بيني على موقع Soccerbase.com (لاعب) (الإنجليزية)
- أليكس بيني على موقع Soccerway.com (الإنجليزية)